# قطعنامه ۳۴۰ شورای امنیت
قطعنامه ۳۴۰ شورای امنیت سازمان ملل متحد که در تاریخ ۲۵ اکتبر ۱۹۷۳ تصویب شد، سندی بین‌المللی دربارهٔ نیروهای اضطراری سازمان ملل متحد در خاورمیانه است. این قطعنامه طی نشست ۱٬۷۵۰ام با ۱۴ موافق، ۰ مخالف و ۰ ممتنع تصویب شد.